# Arques-la-Bataille

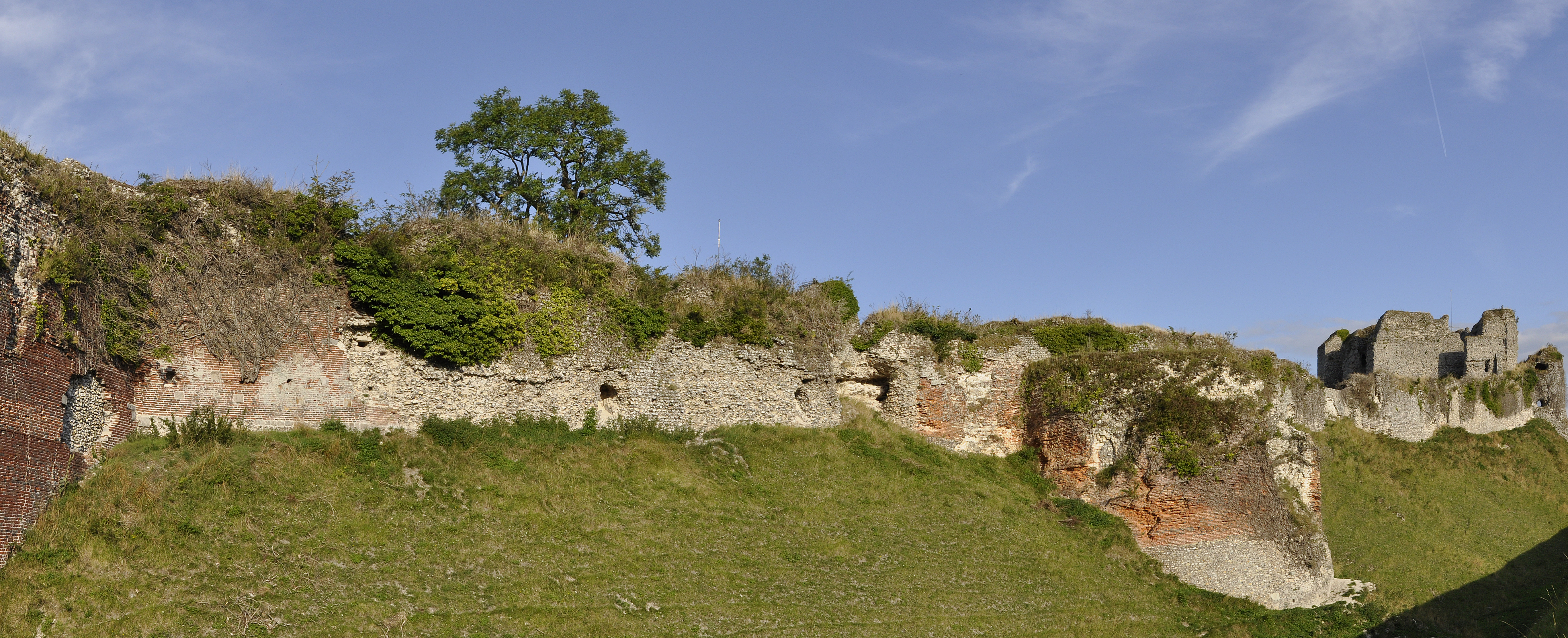
Het kasteel van Arques-la-Bataille

Arques-la-Bataille is een gemeente in het Franse departement Seine-Maritime (regio Normandië) en telt 2535 inwoners (1999). De plaats maakt deel uit van het arrondissement Dieppe.

## Geografie
De oppervlakte van Arques-la-Bataille bedraagt 14,7 km², de bevolkingsdichtheid is 172,4 inwoners per km². De gemeente beschikte voorheen over een station, maar dat is gesloten.
De onderstaande kaart toont de ligging van Arques-la-Bataille met de belangrijkste infrastructuur en aangrenzende gemeenten.

## Demografie
Onderstaande figuur toont het verloop van het inwonertal (bron: INSEE-tellingen).

## Bezienswaardigheid
- het kasteel van Arques-la-Bataille - een versterking met een lange geschiedenis